# Test Drive
Test Drive (рус. Тест-драйв) — компьютерная игра в жанре аркадного автосимулятора, разработанная студией Distinctive Software и изданная компанией Accolade 22 апреля 1987 года. Это первая часть серии Test Drive.
В игре представлены пять лицензированных автомобилей от известных мировых производителей, каждый из которых имеет свои собственные технические характеристики. Игрок должен выбрать один из автомобилей и проехать горный серпантин, избегая столкновений, и поставив лучший рекорд времени.
Игровая пресса преимущественно положительно оценила Test Drive. Из достоинств проекта журналисты отмечали игровой процесс и управление, но критиковали качество звука и недостаток реиграбельности. Игра снискала коммерческий успех. В 1989 году был выпущен сиквел — The Duel: Test Drive II.

## Игровой процесс

Заезд на автомобиле Lamborghini Countach, версия для DOS. Игроку необходимо проехать трассу за минимальное время, вписываясь в повороты и не сталкиваясь с проезжающими машинами, а также избежать задержания полицией, радар обнаружения которой виден в левом верхнем углу

Задачей игрока является прохождение пяти трасс-уровней, каждая из которых представляет собой двуполосную дорогу с двусторонним движением. В процессе игры по дороге встречаются другие автомобили, движущиеся как в прямом (по правой полосе), так и во встречном направлении (по левой). У дороги всегда имеется обрыв слева и скала справа, и, соответственно, выезд за пределы приводит к аварии. Игрок начинает движение уже находясь на дороге и заканчивает трассу, останавливаясь на ней, и при этом машина двигается всё время в одном направлении.
В начале игры предоставляется выбор одного из пяти автомобилей, на котором происходит весь заезд до конца игры. Каждый из автомобилей имеет свои характеристики — способность к разгону и торможению, зависящую от текущей скорости, передачи и оборотов двигателя; количество передач; манёвренность и другие. Во время движения игрок может нажимать кнопки акселератора и тормоза, переключать передачи и менять положение руля влево-вправо, и при этом руль может быть повернут в разной степени, как в настоящем автомобиле.
В игре используется вид из машины от первого лица — игрок видит показания приборной панели, положение руля, коробки передач, а также происходящее на дороге через лобовое стекло и одно зеркало заднего вида. Для отображения объектов в игре (машины дорожного трафика, полиция, знаки, …) применяется спрайтовая графика, когда для каждого из типов объектов имеется несколько фиксированных изображений, одно из которых выбирается в зависимости от расстояния до объекта. Кабина каждого из автомобилей графически представлена по-разному, например в Lamborghini Countach (на илл.) используются стрелки скорости и тахометра, в то время как в Chevrolet Corvette на панели находится цифровое табло.
Игровой процесс разгона и торможения строится как на нажатии педалей акселератора и тормоза, так и на переключении передач: на приборной панели игрок видит показания тахометра, слишком малое значение которого приводит к тому, что машина медленно разгоняется, а при большом и превышении некоторого предела происходит поломка автомобиля. Во время движения игроку необходимо как обгонять машины по встречной полосе, так и избегать столкновения со встречным трафиком. При превышении скорости за машиной игрока может начать гнаться полиция, которая принудительно останавливает игрока только после его обгона. От полиции можно уйти на большой скорости или препятствовать её обгону. Если полиция останавливает машину игрока, то выписывает ему штраф.
Изначально даётся пять «жизней», которые игрок может терять попадая в аварии или ломая автомобиль. После потери жизни игра продолжается с покоящейся машины и с того же места. Если игрок доезжает до конца одной из трасс, то ему даётся дополнительная жизнь и он заезжает на автозаправочную станцию, где высвечиваются результаты этапа — средняя скорость, количество заработанных очков и другая информация. Игра заканчивается по исчерпанию всех жизней, при столкновении с машиной полиции или по прохождению всех трасс, когда игрок приезжает в агентство по продаже автомобилей.

## Разработка и выход игры
Над игрой Test Drive работала студия Distinctive Software, а издателем выступила Accolade. При разработке игры команда использовала лицензии на реальные автомобили (Lamborghini Countach, Chevy Corvette, Ferrari Testarossa, Porsche 911 Turbo и Lotus Turbo Esprit), а также детально воссоздала их поведение на дороге, имитируя управляемость, заносы и эксплуатационные показатели в соответствии с их реальными аналогами. Test Drive была достаточно хорошо проработана с технической стороны: в игре были довольно реалистичные для своего времени графика и звук, а также присутствовала детальная информация об автомобилях, такая как стоимость к началу продаж, технические характеристики и так далее. Кроме того, Test Drive отличался от других представителей жанра того времени присутствием автомобилей трафика и полиции на дороге. Трассы в игре проходят в пределе горного серпантина и основаны на североамериканских местностях.
Выход игры состоялся 22 апреля 1987 года на платформе Amiga. Впоследствии игра была портирована на DOS, Commodore 64 и Atari ST. Все версии различаются между собой только графикой и звуковым оформлением, а игровой процесс одинаковый.

## Оценки и мнения
| Сводный рейтинг    | Сводный рейтинг          | Сводный рейтинг          | Сводный рейтинг          | Сводный рейтинг          |
| Издание            | Оценка                   | Оценка                   | Оценка                   | Оценка                   |
| Издание            | Amiga                    | Atari ST                 | Commodore 64             | PC                       |
| ------------------ | ------------------------ | ------------------------ | ------------------------ | ------------------------ |
| MobyRank           | 67/100                   | 78/100                   | 64/100                   |                          |
| Иноязычные издания |                          |                          |                          |                          |
| Издание            | Оценка                   | Оценка                   | Оценка                   | Оценка                   |
| Издание            | Amiga                    | Atari ST                 | Commodore 64             | PC                       |
| ACE                | 826/1000                 | 819/1000                 | 815/1000                 |                          |
| ASM                |                          |                          | 48/60                    |                          |
| AllGame            |                          |                          |                          | [ 16 ]                   |
| CVG                | 8/10                     |                          |                          |                          |
| Dragon             | [ 17 ]                   | [ 17 ]                   | [ 17 ]                   |                          |
| Génération 4       | 91 %                     | 91 %                     |                          |                          |
| Power Play         | 4/10                     |                          | 3,5/10                   |                          |
| The Games Machine  | 69 %                     | 67 %                     | 67 %                     |                          |
| Zzap!64            |                          |                          | 67 %, 46 %               |                          |
| GameAspect         |                          |                          |                          | 79/100                   |
| Награды            |                          |                          |                          |                          |
| Издание            | Награда                  | Награда                  | Награда                  | Награда                  |
| ACE                | Лучшие 100 игр, 721/1000 | Лучшие 100 игр, 721/1000 | Лучшие 100 игр, 721/1000 | Лучшие 100 игр, 721/1000 |

Игра была в основном положительно воспринята критиками. В октябре 1988 года журнал ACE поместил Test Drive в топ-100 лучших игр 1987-1988 годов, где игра была описана как «хорошая симуляция, но недостаточно экшена». Проекту сопутствовал коммерческий успех — всего было продано более 100 тысяч экземпляров игры.
На сайте GameAspect версия для DOS была оценена в 79 баллов из 100. Test Drive посоветовали игрокам, так как проект породил целую гоночную серию. В журнале Computer and Video Games версия для Amiga получила оценку 8 баллов из 10 возможных. Были отмечены увлекательный геймплей и отличная графика. Похожее мнение оставили в журнале ACE, где похвалили «острые ощущения» от езды и управления, а также хорошую графику (особенно в версии для Amiga), но немного покритиковали звуковые эффекты и отсутствие «твёрдой» увлекательности. В журнале Dragon игре поставили высокую оценку в четыре с половиной звезды из пяти возможных.
Два рецензента из журнала Zzap! поставили Test Drive оценки 67 % и 46 %. Оба критика сошлись во мнении, что автосимулятор предлагает отличную идею, но она затмевается плохим звуком и, в целом, однообразным геймплеем. Схожие недостатки описали в Power Play, в целом разочаровавшись в проекте, несмотря на хорошую идею. На сайте AllGame Test Drive оценена в две с половиной звезды из пяти. Обозреватель выделил недостаток реиграбельности из-за одной трассы и некоторые непонятные игровые элементы, но в целом заявил: «Несмотря на недостатки, Test Drive является крутой игрой в течение короткого промежутка времени».